# Ancistrogera
Ancistrogera is een geslacht van rechtvleugeligen uit de familie Gryllacrididae. De wetenschappelijke naam van dit geslacht is voor het eerst geldig gepubliceerd in 1898 door Brunner von Wattenwyl.

## Soorten
Het geslacht Ancistrogera omvat de volgende soorten:
- Ancistrogera extraordinaria Karny, 1937
- Ancistrogera particularis Brunner von Wattenwyl, 1898